# Кантон (Міннесота)
Кантон (англ. Canton) — місто (англ. city) в США, в окрузі Філлмор штату Міннесота. Населення — 310 осіб (2020).

## Географія
Кантон розташований за координатами 43°31′47″ пн. ш. 91°55′48″ зх. д. / 43.52972° пн. ш. 91.93000° зх. д. (43.529623, -91.929964).  За даними Бюро перепису населення США в 2010 році місто мало площу 2,60 км², уся площа — суходіл.

## Демографія
Згідно з переписом 2010 року, у місті мешкало 346 осіб у 162 домогосподарствах у складі 88 родин. Густота населення становила 133 особи/км².  Було 177 помешкань (68/км²).
Расовий склад населення:
| - 99,7 % — білих |

До двох чи більше рас належало 0,3 %. Частка іспаномовних становила 0,6 % від усіх жителів.
За віковим діапазоном населення розподілялося таким чином: 23,4 % — особи молодші 18 років, 59,3 % — особи у віці 18—64 років, 17,3 % — особи у віці 65 років та старші. Медіана віку мешканця становила 43,3 року. На 100 осіб жіночої статі у місті припадало 98,9 чоловіків;  на 100 жінок у віці від 18 років та старших — 99,2 чоловіків також старших 18 років.
Середній дохід на одне домашнє господарство  становив 41 171 долар США (медіана — 33 365), а середній дохід на одну сім'ю — 62 759 доларів (медіана — 61 250). За межею бідності перебувало 14,2 % осіб, у тому числі 9,8 % дітей у віці до 18 років та 10,8 % осіб у віці 65 років та старших.
Цивільне працевлаштоване населення становило 133 особи. Основні галузі зайнятості: освіта, охорона здоров'я та соціальна допомога — 27,8 %, виробництво — 18,0 %, будівництво — 15,8 %.